# ناتالی زاین وینکنشتاین برلبورگ
شاهدخت ناتالی زاین-ویتگنشتاین-برلبورگ (ناتالی زنیا مارگریت بندیکت؛ زادهٔ ۲ مه ۱۹۷۵ میلادی) جوانترین فرزند دختر ریچارد ۶ام شاهزادهٔ زاین-ویتگنشتاین-برلبورگ و شاهدخت بندیکت دانمارک و خواهرزادهٔ مارگریت دوم دانمارک و ملکه آن-ماری یونان است.

## پیشهٔ سوارکاری
در سال ۱۹۹۴ شاهدخت ناتالی در منطقهٔ فلینیه و به همراه مربی سوارکاری به نام کیرا کیرکلند قهرمان پیشین جهان آموزش درساژ را آغاز کرد. پس از چهار سال که مدال برنز مسابقات قهرمانی اروپا را به همراه تیم دانمارک دریافت کرد وی مجبور شد مربی خود کیرا کیرکلند را که به انگلیس مهاجرت کرده بود را تغییر دهد و کار خود را با کلاوس بالکنهول مربی تیم آلمان آغاز کرد. وی در المپیک سال ۲۰۰۰ توانست خود را به عنوان سوارکار ذخیره در تیم ملی جای دهد. پس از آن نیز در سال ۲۰۰۱ و در مسابقات قهرمانی درساژ شرکت کرد و مدال برنز و قهرمانی جهان ۲۰۰۲ (که در این مسابقات چهارم شد) به همراه تیم دانمارک بدست آورد. او در بازی‌های المپیک تابستانی ۲۰۰۸ عضو تیم درساژ دانمارک بود و مدال برنز را بدست آورد.
او همچنین در بازی‌های المپیک تابستانی ۲۰۱۲ عضو تیم درساژ دانمارک بود و مدال برنز این رقابتها را دریافت کرد و در هر دو بخش تیمی و انفرادی با اسبی به نام دیگبی به رقابت پرداخت. وی در بخش انفرادی در ردهٔ دوازدهم قرار گرفت و تیم دانمارک را کمک کرد تا در ردهٔ چهارم قرار بگیرد.
علاوه بر سوارکاری وی همچنین به مانند مادرش به پرورش اسب نیز می‌پردازد. در پاییز سال ۲۰۰۵ مزرعهٔ پرورش اسب خود را که در باد برلبورگ قرار دارد را بازگشایی کرد.

## ازدواج و فرزندان
در ۴ ژانویهٔ ۲۰۱۰ ناتالی زاین با پروش دهندهٔ اسب الکساندر یوهانسمان آلمانی ازدواج کرد. آنها به‌طور رسمی در تاریخ ۲۷ مه ۲۰۱۰ و به‌طور دینی یک سال پس از آن و در سال ۲۰۱۱ و در باد برلبورگ آلمان ازدواج کردند. او نخستین فرزند خود را که یک پسر به نام کنستانتین گوستاو هینریچ ریچارد بود را در تاریخ ۲۴ ژوئیه ۲۰۱۰ به دنیا آورد.

## افتخارات و جوایز

### افتخارات

#### افتخارات خارجی
- سوئد: دریافت کنندهٔ نشان پنجاهمین سالگرد تولد کارل گوستاف شانزدهم سوئد

### جوایز
- کمیته بین‌المللی المپیک: مدال برنز درساژ تیمی ۲۰۰۸ پکن[۱]
- کمیته بین‌المللی المپیک: مدال برنز جام جهانی درساژ